# Marco Bertolini
Marco Bertolini (Parma, 21 giugno 1953) è un generale italiano in ausiliaria, già comandante del Comando operativo di vertice interforze e della Brigata Folgore, Presidente dell'Associazione Nazionale Paracadutisti d'Italia dall'aprile 2017.

## Biografia
La carriera militare del generale Bertolini si contraddistingue per lo spiccato profilo operativo, trascorso quasi interamente al comando di unità di Forze Speciali o di Paracadutisti.
Figlio di un reduce della battaglia di El Alamein, Marco Bertolini cresce nell'appennino reggiano fino alla sua ammissione all'Accademia Militare di Modena nel 1972.
Ha frequentato il 111º Corso di Stato Maggiore presso la Scuola di Guerra di Civitavecchia.
Il Generale Bertolini è stato istruttore di paracadutismo con all'attivo 1.500 lanci con tecnica a caduta libera

### Carriera militare
Dopo la promozione a Tenente viene assegnato alle Forze Speciali, presso l'allora 9º Battaglione d’Assalto Paracadutisti “Col Moschin” della Brigata Paracadutisti "Folgore". Dopo aver conseguito il brevetto di incursore paracadutista, presso il "Col Moschin" ricoprirà tutti gli incarichi di comando delle varie unità, dal Distaccamento Operativo, alla Compagnia Incursori (fino al 1983), dal Battaglione (1991-1993) fino al Reggimento (1997-1998). Ha anche ricoperto a più riprese incarichi di staff presso lo Stato Maggiore dell'Esercito, in particolar modo presso il III Reparto - Ufficio Operazioni e Ufficio Addestramento (dal 1985 al 1990 e dal 1993 al 1997).
Anche presso la Brigata "Folgore" ha via via ricoperto tutti i principali ruoli di staff e di comando; ha comandato la 4ª compagnia paracadutisti "Falchi" del 2º Battaglione Paracadutisti "Tarquinia" (1984), e nel corso degli anni è stato Capo di Stato Maggiore della Brigata (1994-1997), Comandante del Centro addestramento paracadutismo (1999-2001) Vicecomandante della Brigata "Folgore" (2001-2002) e infine Comandante (da settembre 2002 a luglio 2004).
Il 29 luglio 2004 è stato nominato primo Comandante del Comando Interforze per le Operazioni delle Forze Speciali, neonata struttura di coordinamento interforze tra tutte le forze Speciali Italiane, organismo voluto dall'allora Capo di Stato Maggiore della Difesa Ammiraglio Giampaolo Di Paola.
Ha mantenuto tale incarico fino al settembre 2008 quando ha assunto l'incarico di Capo di Stato Maggiore del Comando ISAF in Afghanistan, primo ufficiale italiano a ricoprire questo ruolo.
Dal dicembre 2009 ha retto il Comando Militare Esercito Toscana, con sede in Firenze.
Il 6 febbraio 2012 è tornato in ambito operativo quale Comandante del Comando Operativo di vertice Interforze fino al 1º luglio 2016, giorno in cui è cessata la sua carriera militare.
Numerose e diversificate sono le operazioni fuori area cui il Generale Bertolini ha partecipato spesso con ruoli di Comando, impiegato soprattutto nell'ambito delle Operazioni Speciali: in Libano dal settembre 1982 al giugno 1983; in Somalia dal dicembre 1992 al giugno 1993 (missioni UNITAF/UNOSOM II); in Bosnia Erzegovina dal giugno 1996 all'aprile 1997; presso la Repubblica di Macedonia (FYROM) quale Capo di Stato Maggiore della "Extraction Force" della NATO per l'eventuale recupero dei verificatori dell'OSCE in Kosovo; in Afghanistan in due occasioni, dal giugno 2003 al 18 settembre 2003 (Comando del Contingente italiano nell'ambito dell'Operazione Nibbio) e dal dicembre 2008 ad ottobre 2009 (quale Capo di Stato Maggiore di ISAF in Afghanistan).
Il 1º luglio 2016 è andato in congedo per raggiunti limiti d'età.

### Attività dopo il congedo
Nel settembre 2016 accetta l'incarico di Vice presidente dell'Associazione Nazionale Paracadutisti d'Italia, per diventarne il Presidente il 23 aprile 2017.
In occasione delle elezioni europee del 2019 si candida con Fratelli d'Italia nella Circoscrizione Italia centrale non venendo però eletto.
Dal novembre 2022 è saltuario opinionista nei programmi di VisioneTv, principalmente su tematiche inerenti la crisi Ucraina.
Nel marzo 2025 diverse testate online - tra cui Il Giornale d'Italia e Il Fatto Quotidiano - riportano quello che appare essere un severo giudizio di Bertolini sull'attuale operato di ciò che voleva essere l'Unione Europea, descritta come al momento "nelle mani di luridi avventurieri".

## Opere
- Marco Bertolini - Andrea Pannocchia, Militarmente scorretto, Eclettica Edizioni, Massa, 2020.